# Irmina de Oeren
Irmina de Oeren sau Irmina de Trier (d. 704/710) a fost soția lui Hugobert, postelnicul, conte palatin și conducător al familiei nobiliare Hugobertine. În timp ce în Evul Mediu a fost considerată fiica regelui Dagobert al II-lea, părinții ei fiind de fapt necunoscuți. Astăzi se presupune că provine din puternica familie nobiliară austrasiană, ramură a familiei carolingiene.
După moartea lui Hugobert, Irmina a fondat cu sprijinul episcopului de Trier abația de Echternach (c. 697/698), donând terenuri lui Willibrord. De asemenea, s-a alăturat unei vieți religioase pentru ultimii săi ani și a devenit a doua stareță a mănăstirii Sf. Maria din Oeren (astăzi, o parte din Trier), care mai târziu a fost redenumit după ea: Sf. Irmina (sau Sf. Irminen). Irmina a murit la o dată incertă între 704 și 710.

## Familia
Irmina și Hugobert au avut mai mulți copii, printre care:
- Plectrude (d. 717) a fost prima soție a lui Pepin de Herstal și fondatoare a mănăstirii St. Maria im Kapitol din Köln.
- Adela de Pfalzel, fondatoare a mănăstirii Pfalzel.
- Regintrud.
- Chrodelind.
- Bertrada de Prüm (n. cca. 670 - d. cca. 721), fondatoare a abației Prüm și mamă a contelui Heribert de Laon, bunicul lui Carol cel Mare.